# Élections régionales et municipales colombiennes de 2019
Les élections régionales et municipales colombiennes de 2019 ont lieu le 27 octobre 2019 en Colombie afin de renouveler les gouverneurs et les assemblées de ses 32 départements, ainsi que les alcaldes (maires) et les conseils municipaux de ses 1 101 municipalités.
Le Défenseur du peuple, entité publique de défense des droits, fait état de 15 assassinats de candidats et de 192 menaces entre le 1er janvier et le 4 septembre. Le 11 octobre à Bogotá, les sièges de plusieurs partis politiques de gauche (Parti communiste colombien, Union Patriotique et Force alternative révolutionnaire commune) sont frappés par des attentats.

## Par département

### Amazonas

#### Gouverneur
| Candidats | Candidats                       | Partis                                               | %     |
| --------- | ------------------------------- | ---------------------------------------------------- | ----- |
|           | Jesús Galindo Cedeño            | Coalition "Ensemble pour l'Amazonas" (CD-PC)         | 42,01 |
|           | Erik Alejandro Peláez Ramírez   | Coalition "Amazonas, oui nous pouvons" (PLC-CR-PSUN) | 22,38 |
|           | Jhon Alex Benjumea Moreno       | Coalition "Ensemble pour l'Amazonas" (ASI-MAIS)      | 19,74 |
|           | Jhon Carlos Palomares Babilonia | Renaissance Colombie                                 | 7,77  |
|           | Autres candidats                | Autres candidats                                     | 4,35  |
|           | Votes blancs                    | Votes blancs                                         | 3,75  |
|           |                                 |                                                      |       |
| Total     | Total                           | Total                                                | 100   |

#### Assemblée départementale
|       |                                                |       |        |
| Parti | Parti                                          | %     | Sièges |
|       | Mouvement Alternatif Indigène et Social (MAIS) | 12,38 | 2      |
|       | Parti social d'unité nationale (PSUN)          | 11,01 | 1      |
|       | Parti Conservateur Colombien (PC)              | 10,58 | 1      |
|       | Parti Libéral Colombien (PLC)                  | 9,68  | 2      |
|       | Parti du Centre Démocratique (CD)              | 9,61  | 1      |
|       | Pôle démocratique alternatif (PDA)             | 9,36  | 1      |
|       | Changement radical (CR)                        | 8,06  | 1      |
|       | Alliance Verte (PV)                            | 7,21  | 1      |
|       | Alliance Sociale Indépendante (ASI)            | 6,86  | 1      |
|       | Renaissance Colombie (RC)                      | 5,52  | 0      |
|       | Autres                                         | 5,36  | 0      |
|       | Votes blancs                                   | 4,31  | -      |
|       |                                                |       |        |
| Total | Total                                          | 100   | 11     |

### Antioquia

#### Gouverneur
| Candidats | Candidats                  | Partis                                                  | %     |
| --------- | -------------------------- | ------------------------------------------------------- | ----- |
|           | Aníbal Gaviria Correa      | Coalition "C'est le temps d'Antioquia" (PV-PLC-PSUN-CR) | 36,09 |
|           | Andrés Felipe Guerra Hoyos | Parti du Centre Démocratique (CD)                       | 28,70 |
|           | Mauricio Tobón             | GSC Vous Pouvez                                         | 9,01  |
|           | Autres candidats           | Autres candidats                                        | 14,54 |
|           | Votes blancs               | Votes blancs                                            | 11,66 |
|           |                            |                                                         |       |
| Total     | Total                      | Total                                                   | 100   |

#### Assemblée départementale
|       |                                       |       |        |
| Parti | Parti                                 | %     | Sièges |
|       | Parti du Centre Démocratique (CD)     | 19,06 | 8      |
|       | Parti Libéral Colombien (PLC)         | 14,35 | 5      |
|       | Parti Conservateur Colombien (PC)     | 12,59 | 4      |
|       | Alliance Verte (PV)                   | 8,99  | 3      |
|       | Parti social d'unité nationale (PSUN) | 6,37  | 2      |
|       | Changement radical (CR) - MIRA        | 5,77  | 2      |
|       | Alliance Sociale Indépendante (ASI)   | 3,98  | 1      |
|       | Coalition Queremos (CH-UP-MAIS-PDA)   | 3,32  | 1      |
|       | Autres                                | 2,24  | 0      |
|       | Votes blancs                          | 23,33 | -      |
|       |                                       |       |        |
| Total | Total                                 | 100   | 26     |

### Arauca

#### Gouverneur
| Candidats | Candidats                      | Partis                                                | %     |
| --------- | ------------------------------ | ----------------------------------------------------- | ----- |
|           | José Facundo Castillo Cisneros | Coalition "Unis pour Arauca" (PSUN-CR-MAIS-RC-ASI-UP) | 39,86 |
|           | Luis Emilio Tovar Bello        | Parti du Centre Démocratique (CD)                     | 28,96 |
|           | Hernando Posso Parales         | Parti Libéral Colombien (PLC)                         | 19,84 |
|           | Álvaro Cristancho Toscano      | Alliance Démocratique Afro-colombienne                | 5,50  |
|           | Votes blancs                   | Votes blancs                                          | 5,82  |
|           |                                |                                                       |       |
| Total     | Total                          | Total                                                 | 100   |

#### Assemblée départementale
|       |                                             |       |        |
| Parti | Parti                                       | %     | Sièges |
|       | Parti Libéral Colombien (PLC)               | 21,64 | 4      |
|       | Changement radical (CR)                     | 17,61 | 2      |
|       | Alliance Verte (PV)                         | 11,49 | 1      |
|       | Parti social d'unité nationale (PSUN)       | 9,19  | 1      |
|       | Alliance Sociale Indépendante (ASI)         | 8,82  | 1      |
|       | Parti du Centre Démocratique (CD)           | 7,46  | 1      |
|       | Parti Conservateur Colombien (PC)           | 7,14  | 1      |
|       | Coalition Alternative Arauca (CH-UP-PDA-CR) | 5,88  | 0      |
|       | Autres                                      | 5,53  | 0      |
|       | Votes blancs                                | 5,24  | -      |
|       |                                             |       |        |
| Total | Total                                       | 100   | 11     |